# Lew Stepanowitsch Djomin

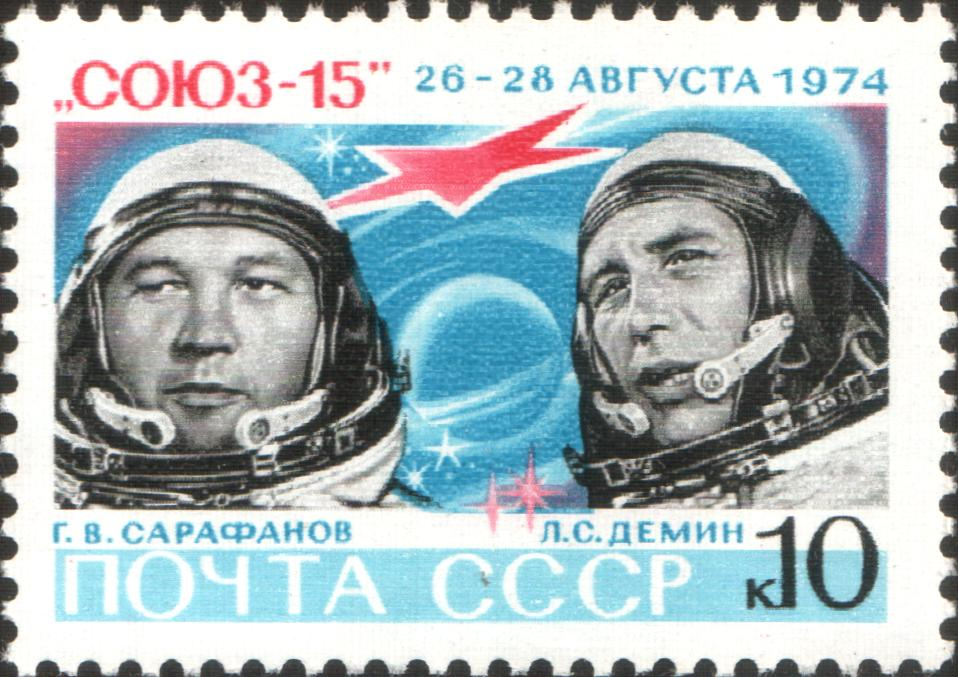
Lew Stepanowitsch Djomin (rechts) und Gennadi Wassiljewitsch Sarafanow (sowjetische Briefmarke, 1974)

Lew Stepanowitsch Djomin (russisch Лев Степанович Дёмин; * 11. Januar 1926 in Moskau, Russische SFSR; † 18. Dezember 1998 im „Sternenstädtchen“ bei Moskau) war ein sowjetischer Kosmonaut.

## Leben
Djomin trat im Juli 1947 in die Luftstreitkräfte ein. Von 1951 bis 1956 studierte er an der Militärakademie der Luftstreitkräfte in Monino und war anschließend Aspirant an dieser Akademie.

### Kosmonautentätigkeit
Im Jahre 1962 durchlief Djomin das Auswahlverfahren für Kosmonauten und wurde im Januar 1963 in die zweite militärische Kosmonautengruppe aufgenommen. Seine Grundausbildung endete am 21. Januar 1965 mit der Abschlussprüfung. Djomin gehörte zu den vier besten der 15 Absolventen.
Bereits im Jahre 1964 wurde Djomin für einen Langzeitflug mit einem Woschod-Raumschiff ausgebildet, die vorgesehenen Flüge wurden jedoch nie durchgeführt. Danach war Djomin als Bordingenieur für das Sojus-Raumschiff im Gespräch. Ab September 1966 trainierte er für die geplante Raumstation Almaz. Durch den Absturz von Sojus 1 und das Unglück von Sojus 11 verzögerten sich jedoch alle bemannten Projekte beträchtlich.
Außerdem wurden einige Ingenieure, die aus dem Zentralen Konstruktionsbüro für Experimentalen Maschinenbau kamen, vor Djomin zu Raumflügen eingeteilt. Jelissejew, Kubassow und Wolkow waren für die ersten drei Besatzungen von Saljut 1 vorgesehen.
Von November 1971 bis April 1972 trainierte Djomin zusammen mit seinem Kommandant Pawel Popowitsch, ab September 1972 wurde er Kommandant Gennadi Sarafanow zugeteilt. Sie waren die Ersatzmannschaft für die erste geplante Mission zu Almaz.
Die erste Almaz-Station wurde im April 1973 unter der Bezeichnung Saljut 2 gestartet. Durch technische Probleme konnte sie jedoch nicht bemannt werden und stürzte schon nach zwei Monaten ab.
Die nächste Almaz-Station wurde im Juni 1974 unter der Bezeichnung Saljut 3 gestartet. Sarafanow und Djomin waren Ersatzmannschaft für die erste Besatzung mit Sojus 14 und Hauptmannschaft für die zweite Besatzung mit Sojus 15.
Djomin und Sarafanow starteten am 26. August 1974 (nach Ortszeit bereits 27. August) mit Sojus 15. Sie führten ein Rendezvous mit Saljut 3 durch, aber das automatische Annäherungs- und Kopplungssystem Igla versagte, und sie konnten nicht ankoppeln. Eine von den Kosmonauten gesteuerte Kopplung war nicht möglich, und so mussten die Kosmonauten vorzeitig zur Erde zurückkehren. Die Landung erfolgte 48 Stunden nach dem Start am 28. August (nach Ortszeit bereits 29. August). Dies war die erste Nachtlandung in der Geschichte der bemannten Raumfahrt.
Mit 48 Jahren war Djomin der bisher älteste Mensch im All. Er löste Georgi Beregowoi ab, der bei seinem Flug 47 Jahre alt gewesen war. Djomins Rekord wurde 1975 vom 51-jährigen Deke Slayton gebrochen.

### Nach den Raumflügen
Djomin schied im Januar 1982 aus dem Kosmonautenkorps aus, im August 1983 aus der Armee. Er war vorübergehend stellvertretender Direktor des „Sternenstädtchens“ und arbeitete dann im sowjetischen Geologieministerium in Moskau. 1989 ging er in den Ruhestand. Lew Djomin starb an den Folgen einer Krebserkrankung. Er hinterließ eine Frau und zwei Kinder.

## Ehrungen
Djomin erhielt unter anderem folgende Auszeichnungen:
- Held der Sowjetunion (2. September 1974)
- Leninorden
- Fliegerkosmonaut der UdSSR (2. September 1974)